# 約翰·麥倫坎普
約翰·J·麥倫坎普（1951年10月7日—）或藝名強尼·考格爾（Johnny Cougar）、約翰·考格爾（John Cougar）和約翰·考格爾·麥倫坎普（John Cougar Mellencamp），是美國音樂家、創作歌手、畫家和演員。他以強調傳統樂器且吸引人的中心地帶搖滾而聞名。麥倫坎普自1982年以直接的詞曲風格，創造了一連串的前十名單曲而成名，包括〈Hurts So Good〉、〈Jack & Diane〉、〈Crumblin' Down〉、〈Pink Houses〉、〈Lonely Ol' Night〉、〈Small Town〉、〈R.O.C.K. in the U.S.A.〉、〈Paper in Fire〉和〈Cherry Bomb〉。他在美國累積了22首前40名熱門歌曲。此外，他還擁有獨唱藝人在主流搖滾歌曲榜上創下最多歌曲達到第一的紀錄，一共七首。麥倫坎普被提名過十三次並得過一次葛萊美獎。麥倫坎普於2017年4月28日發布了他的最新專輯《Sad Clowns＆Hillbillies》，獲得廣泛好評。
麥倫坎普也是農家援助義演的創始成員之一，該組織始於1985年在伊利諾州的尚佩恩所舉辦的一場音樂會，旨在提高人們對失去家庭農場的認識，並籌集資金以保持農民家庭的土地。農家援助義演在過去33年中一直是年度活動，截至2018年，該組織籌集了5000多萬美元用於推廣強大而富有彈性的家庭農業體系。
麥倫坎普於2008年3月10日入選搖滾名人堂。2018年6月14日，麥倫坎普被引入歌曲作者名人堂。他的音樂深受鲍勃·迪伦、伍迪·蓋瑟瑞、詹姆士·布朗及滚石乐队影響。滾石雜誌的撰稿作者安東尼·德庫提斯說：「麥倫坎普創造了一個重要的工作體系，為他贏得了評價和廣大觀眾。他的歌曲記錄了普通人尋求成功的喜悅和掙扎，他一直為這個平凡而陳腐的流行音樂界帶來新體驗。」
2001年，告示牌雜誌總編提摩西·懷特說：
「約翰·麥倫坎普可說是那一代最重要的根源搖滾音樂家。他讓小提琴、錘琴式自鳴豎琴、手风琴領導電吉他、貝司、鼓一類的搖滾樂器，他還為歌曲帶來了他所謂『原始阿巴拉契亞式』的抒情歌詞。麥倫坎普的音樂最好的一點是擺脫了所有搖滾樂的逃避現實性質，直面現實生活中的混亂。在他的音樂中，死亡、焦慮、上帝的行為、浪漫和兄弟情誼、以及良心的危機都會發生衝突並做出艱難的決定。這就是講述了作曲家和他所觀察之文化真相的搖滾音樂。」
強尼·凱許則稱麥倫坎普為「10位最佳作曲家之一」。

## 外部連結
- 官方网站
- 約翰·麥倫坎普在互联网电影资料库（IMDb）上的資料（英文）
- 2007 Vanity Fair feature （页面存档备份，存于）